# 陶伯钧
陶伯钧（1937年12月8日－2009年1月18日），吉林永吉县人，中国人民解放军上将。
1951年，参加中国人民解放军，历任炮兵排长、团司令部作训股参谋、炮兵师司令部侦察科参谋、副科长、炮兵团参谋长、武汉军区炮兵司令部作训处副处长、作战处处长，率部参加中越战争。1983年，任炮兵师司令部参谋长、43军副军长。1985年，任成都军区参谋长。1991年6月晋升为中将军衔，次年任广州军区参谋长。次年，为军区副司令员。1996年，担任广州军区司令员，1998年3月晋升为上将军衔，负责组建中国人民解放军驻港部队、驻澳部队。